# Athies-sous-Laon
Athies-sous-Laon är en kommun i departementet Aisne i regionen Hauts-de-France i norra Frankrike. Kommunen ligger  i kantonen Laon-Sud som ligger i arrondissementet Laon. År 2022 hade Athies-sous-Laon 2 600 invånare.

## Befolkningsutveckling
Antalet invånare i kommunen Athies-sous-Laon
Referens: INSEE